# Petra Diamonds
Petra Diamonds Ltd. è una compagnia diamantifera con sede nel Jersey, nel Regno Unito. Opera in Sudafrica, Angola, Botswana, Sierra Leone e Tanzania.
È proprietaria di una delle miniere più produttive del mondo, la Cullinan Diamond Mine, in Sud Africa, famosa per aver prodotto il diamante grezzo e lucidato più grande del mondo: un diamante bianco da 232,08 carati dal valore di 12 milioni di euro. La società è quotata alla Borsa di Londra.

## Storia
Petra Diamonds è stata fondata da Adonis Pouroulis nel 1997 e nello stesso anno è stata quotata per la prima volta sul mercato degli investimenti alternativi.  È stata trasferita al mercato principale nel dicembre 2011.
Le operazioni di Petra Diamonds sono concentrate in Africa:

### Sud Africa
Petra Diamonds gestisce tre miniere di diamanti in Sud Africa. Queste sono tutte miniere sotterranee di tubi di kimberlite (Cullinan, Finsch e Koffiefontein).

#### Miniera Finsch
La miniera di diamanti Finsch è una delle miniere di diamanti più importanti del mondo e la seconda più grande attività di diamanti del Sud Africa per produzione. Il 14 settembre 2011, Petra ha acquistato Finsch come miniera operativa con personale completo da De Beers per un corrispettivo totale di 1,4 miliardi di ZAR. Finsch ha fornito più di 126 milioni di carati nei suoi oltre 40 anni di vita fino. Petra ha implementato un piano di sviluppo per aumentare la produzione da ca. Da 1,4 milioni di carati all'anno a 1,9 milioni di carati all'anno entro l'anno fiscale 2017.

#### Miniera di Cullinan
Nel luglio 2008, Petra ha guidato un consorzio per l'acquisto della miniera di diamanti Cullinan da De Beers Consolidated Mines per un corrispettivo totale in contanti di 1 miliardo di ZAR. In linea con la Carta mineraria sudafricana, il Consorzio Petra Diamonds Cullinan comprendeva partner di ampio respiro per il Black Economic Empowerment.
Il tubo di kimberlite Cullinan è la seconda risorsa di diamanti indicata al mondo per valore. Gli attuali livelli operativi includono il B-Cut a una profondità di 747 metri, e al di sotto di esso si trova il Centenary-Cut ("il C-Cut"), una risorsa di diamanti di livello mondiale. La miniera ospita una risorsa totale di 202,1 milioni di carati, di cui 16,5 milioni di carati nelle discariche di sterili.
La miniera, precedentemente nota come miniera Premier Diamond, è rinomata per la produzione di molti dei diamanti più grandi e famosi del mondo, tra cui il diamante Cullinan, il diamante gemma più grande del mondo, con un peso grezzo di 3.106 carati (0,6212 kg). Sir Thomas Cullinan , l'ex presidente della Premier Diamond Mine, presentò il Cullinan al re inglese Edoardo VII nel 1905.  La Grande Stella d'Africa, che siede nello scettro dei gioielli della corona, è stata prodotta dal diamante Cullina , e fino a poco tempo fa era riconosciuto come il diamante tagliato più grande del mondo, con un peso di 530,20 carati (106,040 g). Nel 1985 perse il record a favore del Golden Jubilee, che fu trovato nella stessa miniera del Cullinan e pesava 545,67 carati (109,134 g) quando era lucido. Più di un quarto di tutti i diamanti di peso superiore a 400 carati (80 g) provengono da Cullinan. È anche l'unica fonte significativa al mondo di diamanti blu. Uno di questi famosi grandi diamanti blu fu tagliato in diverse pietre e trasformato in una collana che successivamente divenne nota come collana Cullinan Blue Diamond.
La miniera Cullinan continua a produrre pietre di grandi dimensioni. Il Cullinan Heritage, un diamante bianco da 507 carati (101,4 g), è stato scoperto nel settembre 2009. Questa pietra è stata il 19º diamante non tagliato più grande mai trovato ed è stata venduta nel febbraio 2010 alla Chow Tai Fook Jewellery per 35,5 milioni di dollari, il prezzo più alto pagato per un diamante grezzo. Il record precedente era detenuto da Leseli La Letšeng di Gem Diamond, acquistato per 18,4 milioni di dollari da Graff Diamonds nel dicembre 2008.

#### Koffiefontein
La miniera di Koffiefontein è una delle migliori miniere di diamanti al mondo per valore medio per carato e produce eccezionali diamanti bianchi e colorati, una proporzione regolare dei quali è compresa tra 5 e 30 carati. Nel 1994, un diamante di 232,34 carati è stato recuperato a Koffiefontein, essendo il più grande diamante grezzo mai prodotto dalla miniera.
I diamanti sono stati scoperti per la prima volta nella fattoria di Koffiefontein nel 1870. L'attività mineraria è iniziata sotto forma di piccole rivendicazioni che sono state successivamente amalgamate in Koffiefontein Mine Limited. De Beers acquisì il controllo della Koffiefontein Mine Limited nel 1911. Le operazioni minerarie furono poi continue fino all'avvento della Grande Depressione nel 1932, quando i lavori furono sospesi. Tra il 1950 e il 1953 fu affondato un pozzo di prospezione, seguito da una produzione limitata. La miniera fu riaperta nel 1970 e i preparativi per l'aumento della produzione furono completati nell'agosto 1971. Subito dopo aver completato i preparativi, è iniziata la produzione dalla cava a cielo aperto e ha proceduto fino a una profondità di 270 metri. Lo sviluppo del sottosuolo è iniziato nel 1974 attraverso un programma di campionamento. La produzione clandestina ebbe luogo per un breve periodo nel 1982, ma cessò poco dopo a causa del crollo del mercato dei diamanti del 1981. Queste operazioni sono riprese nel marzo 1987. Durante il periodo dal 1972 alla fine del 2004, sono stati estratti circa 69,5 milioni di tonnellate di minerale di kimberlite e sono stati recuperati 6,1 milioni di carati di diamanti. Nel febbraio 2006, De Beers ha cessato l'attività estrattiva quando il diritto minerario di Koffiefontein è scaduto e nel luglio dello stesso anno Petra Diamonds ha iniziato a gestire la miniera in condizioni di cura e manutenzione. L'acquisizione della miniera è stata completata nel luglio 2007 e Petra Diamonds è stata successivamente in grado di iniziare il recupero dei diamanti iniziando a lavorare le scorte attraverso l'impianto.

### Tanzania
Petra ha acquisito la miniera di Williamson in Tanzania nel settembre 2008 da De Beers e ha completato l'acquisizione nel febbraio 2009.  La miniera di Williamson, scoperta nel 1940, ha una reputazione per la produzione di diamanti di grandi dimensioni e di alto valore, con pietre speciali (classificate come più grandi di 10,8 carati (2,16 g)) prodotte regolarmente. La miniera è famosa anche per i suoi diamanti rosa. Nel 1947, il fondatore della miniera, John Williamson, regalò alla principessa Elisabetta (in seguito Elisabetta II) un impeccabile diamante rosa da 54 carati (10,8 g) (il Williamson Pink Diamond) il giorno del suo matrimonio. Il diamante taglio da 23,6 carati (4,72 g) è diventato la pietra centrale della spilla Williamson Diamond ed è presumibilmente la base per il diamante Pink Panther nel film con lo stesso nome.
La miniera di Williamson ha una risorsa di 39,6 milioni di carati (8.000 kg) (984 milioni di tonnellate di kimberlite). Ha una profondità media di estrazione di 65 metri (90 m nel punto più profondo) e un rapporto di stripping molto basso. Il ministro dell'Energia e dei Minerali William Ngeleja ha dichiarato che l'ingresso di Petra è "un'opportunità per dare nuova vita alla miniera di Williamson e al settore dell'estrazione dei diamanti della Tanzania".